# Джиммі Адамсон
Джиммі Адамсон (англ. Jimmy Adamson; 4 квітня 1929, Ешингтон — 8 листопада 2011, Нельсон) — англійський футболіст, що грав на позиції правого півзахисника. По завершенні ігрової кар'єри — тренер.
Всю ігрову кар'єру провів у команді «Бернлі». Найкращий футболіст чемпіонату Англії за версією журналістів 1962 року.

## Ігрова кар'єра
З юних років працював шахтарем у рідному Ешингтоні, паралельно граючи у футбол за місцеву аматорську команду. 1947 року став гравцем клубу «Бернлі», за яку, утім, дебютував лише на початку 1951 року після проходження обов'язкової на той час військової служби у Королівських повітряних силах.
Виступав за «Бернлі» протягом усієї ігрової кар'єри, що тривала до 1964 року, провівши за цей час 426 матчів за команду у чемпіонатах Англії. Протягом останніх років у команді був її капітаном. Брав участь в усіх матчах сезону 1959/60, за результатами якого «Бернлі» удруге в своїй історії став чемпіоном Англії. 1962 року був обраний найкращим футболістом англійської футбольної першості за версією журналістів.

## Кар'єра тренера
Завершивши виступи на футбольному полі 1964 року, приєднався до тренерського штабу свого рідного «Бернлі», а на початку 1970 року, після того як головний тренер клубу Гаррі Поттс став його генеральним менеджером, Адамсон очолив команду «Бернлі». За результатами свого першого повного сезону на чолі команди не зміг уникнути пониження в класі до другого англійського дивізіону. Проте залишився працювати з командою і 1973 року привів її до перемоги у Другому дивізіоні, повернувшись таким чином до найвищої англійської ліги.
Залишив «Бернлі» на початку 1976 року, а вже у травні того ж року був призначений головним тренером нідерландської «Спарти» (Роттердам), з якою, утім, пропрацював лише близько місяця. У листопаді все того ж 1976 року очолив команду «Сандерленда», яка під його керівництвом також, як свого часу і «Бернлі», понизилася у класі до Другого дивізіону.
Останнім місцем тренерської роботи був клуб «Лідс Юнайтед», головним тренером команди якого Джиммі Адамсон був з 1978 по 1980 рік.
Помер 8 листопада 2011 року на 83-му році життя.

## Титули і досягнення
Гравець
- Чемпіон Англії (1):

«Бернлі»: 1959/60
- Володар Суперкубка Англії (1):

«Бернлі»: 1960
- Футболіст року за версією АФЖ: 1962

Тренер
- Володар Суперкубка Англії (1):

«Бернлі»: 1973